# Joseph L. Melnick

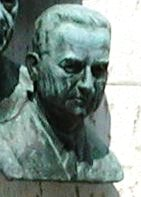
Bronzebüste Melnicks in der Polio Hall of Fame

Joseph Louis Melnick (* 9. Oktober 1914 in Boston; † 7. Januar 2001 in Houston) war ein US-amerikanischer Epidemiologe, der bahnbrechende Forschungen zur Verbreitung der Poliomyelitis unternahm. Die New York Times nannte ihn „einen Begründer der modernen Virologie“.

## Jugend und akademischer Werdegang
Im Alter von sieben Jahren zog Melnick mit seiner Familie von Boston nach New Haven (Connecticut). Er studierte an der Wesleyan University in Middletown (Connecticut) und erwarb ein Vordiplom. 1936 promovierte er zum PhD in Biochemie, die damals physiologische Chemie genannt wurde, an der Yale-Universität. Er wurde Mitglied des Lehrkörpers dieser Hochschule unter dem Polioforscher John R. Paul  und war ab 1954 Professor für Epidemiologie.

## Polioforschung
Melnicks Forschungen zur Polio ergaben, dass der häufigste Ansteckungsweg dieser Krankheit fäkale Verunreinigung war, gewöhnlich durch verschmutzte Hände verursacht, und dass das Poliovirus längere Zeit in der Kanalisation überstehen konnte. Andere Viren, wie z. B. Hepatitis wurden auch im Abwasser gefunden, was zu verbesserten Reinigungsstandards führte.
Höhere Formen des Poliovirus wurden während des Sommers im Abwasser gefunden, also zu der Jahreszeit, in der die Ausbrüche der Krankheit ihre größte Verbreitung hatten, was nach der Beobachtung von John R. Paul klar dafür sprach, dass Polioviren nur während epidemischer Zeiten heftig in der Bevölkerung und der Umwelt zirkulieren. In Zusammenarbeit mit Dorothy Horstmann veröffentlichte Melnick die Ergebnisse einer Studie, die zeigte, dass Polio durch Fliegen übertragen werden konnte, obgleich diese nicht der Hauptüberträger der Krankheit waren. Melnick war einer der ersten Virologen, der entdeckte, dass das Poliovirus zu einer größeren Klasse von Viren gehörte, die als Enteroviren bekannt waren, eine Virusform, die unter bestimmte Bedingungen in das zentrale Nervensystem eindringen konnte. 

## Chefvirologe bei den National Institutes of Health und Dekan am Baylor College of Medicine
Melnick wurde 1957 zum Chefvirologen bei den National Institutes of Health gewählt. Am Baylor College of Medicine in Houston erhielt er 1958 als erster den Posten des Leiters der Abteilung für Virologie und Epidemiologie. Forschungsergebnisse, die er 1960 veröffentlichte, zeigten, dass die abgeschwächte (attenuierte) Impfung, die bei der von Albert Sabin entwickelten Schluckimpfung verwendet wurde, weniger schädlich für das Nervensystem war als vergleichbare Impfungen. Eine weitere Studie ergab, dass man Polioimpfstoff für längere Zeit mithilfe von Magnesiumchlorid als Konservierungsstoff lagern konnte, was das Einfrieren überflüssig machte.
Von 1968 bis 1991 war Melnick Dekan für die Examenswissenschaften am Baylor College. Zusammen mit dem Herzchirurgen Michael Ellis DeBakey forschte Melnick über die möglichen Auswirkungen des Cytomegalovirus auf Koronare Herzkrankheiten.
Forschungen Melnicks mit seinem Team am Baylor College, die in zahlreichen Fachzeitschriften in den 1960er und 1970er Jahren veröffentlicht wurden, erbrachten den Beweis, dass Viren, u. a. das Herpes-Simplex-Virus, ursächlich für einige Formen des Gebärmutterhalskrebses waren.
Ein Dosierungsschema für die Behandlung eines Polioausbruchs im Gazastreifen und in der Westbank in den 1980er Jahren, gemeinsam unternommen von israelischen und palästinensischen Gesundheitsbehörden, benutzte eine Impfungskombination von abgeschwächten Lebendviren und inaktiven Viren, wie sie von Melnick und Natan Goldblum empfohlen wurde, da die Impflinge, die nur vier Dosen der Schluckimpfung erhielten, immer noch für Polio empfänglich waren.

Neben seiner Tätigkeit als Herausgeber einer Vielzahl von wissenschaftlichen Zeitschriften war Melnick auch Autor und Herausgeber des Kapitels über Virologie in einem Standardwerk über Mikrobiologie.

## Ehrungen
- Am 2. Januar 1958 wurde Melnick durch die Aufnahme in die Polio Hall of Fame in Warm Springs (Georgia) geehrt.
- Das Sabin Vaccine Institute verlieh ihm 1996 die Albert-Sabin-Goldmedaille in Anerkennung seiner Pionierleistung in der Polioforschung und der Ausbildung von mehr als hundert Virologen im Lauf seiner Karriere.[4]

Melnick starb im Januar 2001 im Alter von 86 Jahren in Houston an den Folgen der Alzheimerkrankheit. Er war verheiratet mit Dr. Matilda Benyesh-Melnick und Vater einer Tochter.